# ارمنیان در کشورهای عربی
کشورهای عربی یکی از مناطق مهم استقرار ارامنه به شمار می‌رود که تعداد آنان در این منطقه بالغ بر نیم میلیون نفر است، اما اکثریت آنان به ترتیب در کشورهای لبنان، سوریه و مصر و ... مستقرند.

## لبنان
ورود و حضور ارمنیان لبنان به نسل‌کشی ارامنه سال ۱۹۱۵ بازمی‌گردد که از طریق اراضی سوریه وارد این کشور شدند و اکثریت آنان در اردوگاه‌های پناهندگان در بیروت سکنی گزیدند. سپس در سال ۱۹۳۹ تعدادی بالغ بر ۱۵ هزار نفر از ارامنه لواء اسکندرون که تحت سیطره ترکیه قرار داشتند به بقاع مهاجرت کردند و گروهی دیگر از آن‌ها نیز در خلال جنگ اعراب و اسرائیل در سال ۱۹۴۸ از فلسطین به سرزمین لبنان مهاجرت کردند.
برخی از شخصیت‌های ارامنه در لبنان با مشارکت در صحنه‌های مختلف سیاسی، اجتماعی، اقتصادی و فرهنگی این کشور، موفق شدند در مجلس، دولت و احزاب سیاسی حضور فعال یافته و همچنین در فعالیت‌های اقتصادی، خصوصاً صنایع، امور فنی و حرفه‌ای، تجارت و زیرساخت‌های اقتصادی این کشور نقش سازنده‌ای ایفا کنند.

## سوریه
وجود ارامنه در سوریه به پیش از درگیری آنان در ترکیه بازمی‌گردد. شهر حلب به علت فعالیت‌ها و رونق اقتصادی گروهی از بازرگانان و صنعتگران ارمنی را به خود جذب کرده بود و پس از تحولات سال ۱۹۱۵ حضور آنان افزایش یافت و در خلال دهه‌های اولیه اقامت آن‌ها در این منطقه در حیات سیاسی، اقتصادی و اجتماعی فعالیت‌های بارزی از خود نشان دادند، به طوری که در زمینه مسائل فرهنگی و تبلیغاتی تنها در حلب و در خلال سال‌های ۱۹۷۸–۱۹۱۸ ده‌ها روزنامه، ۱۱ هفته‌نامه و ۳۲ ماهنامه منتشر می‌کردند و تعداد زیادی از مؤسسات و مراکز فرهنگی و سیاسی، اجتماعی، فرهنگی و تحت اشراف آن‌ها اداره می‌شد.

## فلسطین
روابط ارامنه با قدس و فلسطین به تاریخ قدیم و قرن چهارم و پنجم میلادی بازمی‌گردد که ضمن اشتغال به امور فنی و اقتصادی در طول سده‌ها با تحولات و تغییرات در تعداد جمعیت، آنان حضور خود را حفظ کردند و در نیمه سده ۱۷ ارامنه از نظر جمعیت سومین طائفه مسیحی در فلسطین به شمار می‌آمدند ولیکن با اجرای طرح یهودی‌سازی این منطقه و باریکه ساحلی فلسطین، آنا به سمت اورشلیم و مناطق شرقی فلسطین کوچ کردند و طبق برآورد آماری تعداد ارامنه در سال ۱۹۴۵ بالغ بر پنجاه هزار بود و بعد از تجاوزات اسرائیل در سال ۱۹۶۷ به سی هزار نفر تقلیل یافتند و با استمرار مهاجرت آن‌ها در سال ۱۹۷۴ به دوهزار و در سال ۱۹۸۵ به هزار نفر کاهش یافت که غالباً در ده‌ها مؤسسه فرهنگی، اجتماعی و دینی به کار اشتغال داشتند.
ارامنه در قبال مسئله اشغال سرزمین همواره از مواضع منسجم و شجاعانه برخوردار بودند و با تقسیم اراضی در سال ۱۹۴۷ بشدت مخالفت کردند و خواستار استقلال فلسطین و برپائی حکومت مردمسالارانه ادیان سه‌گانه شدند.

## مصر
وجود ارمنیان در مصر نیز به تاریخ قدیم بازمی‌گردد و در خلال جنگ جهانی اول و تغییر در توزیع ارامنه در منطقه تعداد آنان در این کشور افزایش یافت و به بیش از ۳۰–۲۵ هزار نفر رسید که اکثریت آن‌ها در قاهره و اسکندریه اقامت داشتند.
ارامنه در مصر موفق شدند طی قانون ویژه‌ای در سال ۱۹۴۶ امتیازاتی را برای خود کسب و تضمین کنند و دولت مصر در سال ۱۹۵۵ آن را تصویب کرد. با مهاجرت ارامنه در دهه‌های اخیر تعداد آن‌ها در مصر کاهش یافته و اقلیت باقی‌مانده در این کشور در امور و حرف سنتی ریسندگی، پوست و مفروشات به کار اشتغال دارند که از جایگاه خاصی در این کشور برخوردارند ولیکن در مقایسه با قبل از انقلاب ۱۹۵۲ از حضور شخصیت‌های فرهنگی آنان کاسته شده‌است.